# Charaxes nyika
Charaxes nyika är en fjärilsart som beskrevs av Van Someren 1963. Charaxes nyika ingår i släktet Charaxes och familjen praktfjärilar. Inga underarter finns listade i Catalogue of Life.